# Lista de vencedores da Tríplice Coroa (turfe)
A Tríplice Coroa Inglesa  (English Triple Crown) consiste em tres competições para corrida de cavalos da raça Puro Sangue Ingles (PSI) a galope :
- As 2,000 Guineas (em 1 milha terrestre),
- O Derby de Epsom (em 1 ½ milhas),
- O St. Leger Stakes (em 1 mile 6 furlongs e 127 jardas)[1]

Os competidores que venceram as tres corridas no respectivos anos recebem o título de Tríplice-coroados ingleses e são:[carece de fontes?]
- 1853 - West Australian
- 1866 - Lord Lyon
- 1865 - Gladiateur
- 1888 - Ormonde
- 1891 - Common
- 1893 - Isinglass
- 1897 - Galtee More
- 1899 - Flying Fox
- 1900 - Diamond Jubilee
- 1903 - Rock Sand
- 1915 - Pommern
- 1917 - Gay Crusader
- 1918 - Gainsborough
- 1935 - Bahram
- 1970 - Nijinsky

## Vencedores anuais
Vencedores anuais

:
| Year | 2,000 Guineas      | Epsom Derby          | St. Leger Stakes    |
| 2012 | Camelot            | Camelot              | Encke               |
| 2011 | Frankel            | Pour Moi             | Masked Marvel       |
| 2010 | Makfi              | Workforce            | Arctic Cosmos       |
| 2009 | Sea the Stars      | Sea the Stars        | Mastery             |
| 2008 | Henrythenavigator  | New Approach         | Conduit             |
| 2007 | Cockney Rebel      | Authorized           | Lucarno             |
| 2006 | George Washington  | Sir Percy            | Sixties Icon        |
| 2005 | Footstepsinthesand | Motivator            | Scorpion            |
| 2004 | Haafhd             | North Light          | Rule of Law         |
| 2003 | Refuse To Bend     | Kris Kin             | Brian Boru          |
| 2002 | Rock of Gibraltar  | High Chaparral       | Bollin Eric         |
| 2001 | Golan              | Galileo              | Milan               |
| 2000 | King's Best        | Sinndar              | Millenary           |
| 1999 | Island Sands       | Oath                 | Mutafaweq           |
| 1998 | King of Kings      | High-Rise            | Nedawi              |
| 1997 | Entrepreneur       | Benny the Dip        | Silver Patriarch    |
| 1996 | Mark of Esteem     | Shaamit              | Shantou             |
| 1995 | Pennekamp          | Lammtarra            | Classic Cliché      |
| 1994 | Mister Baileys     | Erhaab               | Moonax              |
| 1993 | Zafonic            | Commander in Chief   | Bob's Return        |
| 1992 | Rodrigo de Triano  | Dr Devious           | User Friendly       |
| 1991 | Mystiko            | Generous             | Toulon              |
| 1990 | Tirol              | Quest for Fame       | Snurge              |
| 1989 | Nashwan            | Nashwan              | Michelozzo          |
| 1988 | Doyoun             | Kahyasi              | Minster Son         |
| 1987 | Don't Forget Me    | Reference Point      | Reference Point     |
| 1986 | Dancing Brave      | Shahrastani          | Moon Madness        |
| 1985 | Shadeed            | Slip Anchor          | Oh So Sharp         |
| 1984 | El Gran Senor      | Secreto              | Commanche Run       |
| 1983 | Lomond             | Teenoso              | Sun Princess        |
| 1982 | Zino               | Golden Fleece        | Touching Wood       |
| 1981 | To-Agori-Mou       | Shergar              | Cut Above           |
| 1980 | Known Fact         | Henbit               | Light Cavalry       |
| 1979 | Tap on Wood        | Troy                 | Son of Love         |
| 1978 | Roland Gardens     | Shirley Heights      | Julio Mariner       |
| 1977 | Nebbiolo           | The Minstrel         | Dunfermline         |
| 1976 | Wollow             | Empery               | Crow                |
| 1975 | Bolkonski          | Grundy               | Bruni               |
| 1974 | Nonoalco           | Snow Knight          | Bustino             |
| 1973 | Mon Fils           | Morston              | Peleid              |
| 1972 | High Top           | Roberto              | Boucher             |
| 1971 | Brigadier Gerard   | Mill Reef            | Athens Wood         |
| 1970 | Nijinsky           | Nijinsky             | Nijinsky            |
| 1969 | Right Track        | Blakeney             | Intermezzo          |
| 1968 | Sir Ivor           | Sir Ivor             | Ribero              |
| 1967 | Royal Palace       | Royal Palace         | Ribocco             |
| 1966 | Kashmir            | Charlottown          | Sodium              |
| 1965 | Niksar             | Sea Bird             | Provoke             |
| 1964 | Baldric            | Santa Claus          | Indiana             |
| 1963 | Only for Life      | Relko                | Ragusa              |
| 1962 | Privy Councillor   | Larkspur             | Hethersett          |
| 1961 | Rockavon           | Psidium              | Aurelius            |
| 1960 | Martial            | St. Paddy            | St. Paddy           |
| 1959 | Taboun             | Parthia              | Cantelo             |
| 1958 | Pall Mall          | Hard Ridden          | Alcide              |
| 1957 | Crepello           | Crepello             | Ballymoss           |
| 1956 | Gilles de Retz     | Lavandin             | Canbremer           |
| 1955 | Our Babu           | Phil Drake           | Meld                |
| 1954 | Darius             | Never Say Die        | Never Say Die       |
| 1953 | Nearula            | Pinza                | Premonition         |
| 1952 | Thunderhead        | Tulyar               | Tulyar              |
| 1951 | Ki Ming            | Arctic Prince        | Talma               |
| 1950 | Palestine          | Galcador             | Scratch             |
| 1949 | Nimbus             | Nimbus               | Ridge Wood          |
| 1948 | My Babu            | My Love              | Black Tarquin       |
| 1947 | Tudor Minstrel     | Pearl Diver          | Sayajirao           |
| 1946 | Happy Knight       | Airborne             | Airborne            |
| 1945 | Court Martial      | Dante                | Chamossaire         |
| 1944 | Garden Path        | Ocean Swell          | Tehran              |
| 1943 | Kingsway           | Straight Deal        | Herringbone         |
| 1942 | Big Game           | Watling Street       | Sun Chariot         |
| 1941 | Lambert Simnel     | Owen Tudor           | Sun Castle          |
| 1940 | Djebel             | Pont L'Eveque        | Turkhan             |
| 1939 | Blue Peter         | Blue Peter           | not run-WW II       |
| 1938 | Pasch              | Bois Rousell         | Scottish Union      |
| 1937 | Le Ksar            | Mid-day Sun          | Chumleigh           |
| 1936 | Pay Up             | Mahmoud              | Boswell             |
| 1935 | Bahram             | Bahram               | Bahram              |
| 1934 | Colombo            | Windsor Lad          | Windsor Lad         |
| 1933 | Rodosto            | Hyperion             | Hyperion            |
| 1932 | Orwell             | April the Fifth      | Firdaussi           |
| 1931 | Cameronian         | Cameronian           | Sandwich            |
| 1930 | Diolite            | Blenheim             | Singapore           |
| 1929 | Mr Jinks           | Trigo                | Trigo               |
| 1928 | Flamingo           | Felstead             | Fairway             |
| 1927 | Adam's Apple       | Call Boy             | Book Law            |
| 1926 | Colorado           | Coronach             | Coronach            |
| 1925 | Manna              | Manna                | Solario             |
| 1924 | Diophon            | Sansovino            | Salmon Trout        |
| 1923 | Ellangowan         | Papyrus              | Tranquil            |
| 1922 | St. Louis          | Captain Cuttle       | Royal Lancer        |
| 1921 | Craig An Eran      | Humorist             | Polemarch           |
| 1920 | Tetratema          | Spion Kop            | Caligula            |
| 1919 | The Panther        | Grand Parade         | Keysoe              |
| 1918 | Gainsborough       | Gainsborough         | Gainsborough        |
| 1917 | Gay Crusader       | Gay Crusader         | Gay Crusader        |
| 1916 | Clarissimus        | Fifinella            | Hurry On            |
| 1915 | Pommern            | Pommern              | Pommern             |
| 1914 | Kennymore          | Durbar               | Black Jester        |
| 1913 | Louvois            | Aboyeur              | Night Hawk          |
| 1912 | Sweeper II         | Tagalie              | Tracery             |
| 1911 | Sunstar            | Sunstar              | Prince Palatine     |
| 1910 | Neil Gow           | Lemberg              | Swynford            |
| 1909 | Minoru             | Minoru               | Bayardo             |
| 1908 | Norman             | Signorinetta         | Your Majesty        |
| 1907 | Slieve Gallion     | Orby                 | Wool Winder         |
| 1906 | Gorgos             | Spearmint            | Troutbeck           |
| 1905 | Vedas              | Cicero               | Challacombe         |
| 1904 | St. Amant          | St. Amant            | Pretty Polly        |
| 1903 | Rock Sand          | Rock Sand            | Rock Sand           |
| 1902 | Sceptre            | Ard Patrick          | Sceptre             |
| 1901 | Handicapper        | Volodyovski          | Doricles            |
| 1900 | Diamond Jubilee    | Diamond Jubilee      | Diamond Jubilee     |
| 1899 | Flying Fox         | Flying Fox           | Flying Fox          |
| 1898 | Disraeli           | Jeddah               | Wildfowler          |
| 1897 | Galtee More        | Galtee More          | Galtee More         |
| 1896 | St. Frusquin       | Persimmon            | Persimmon           |
| 1895 | Kirkconnel         | Sir Visto            | Sir Visto           |
| 1894 | Ladas              | Ladas                | Throstle            |
| 1893 | Isinglass          | Isinglass            | Isinglass           |
| 1892 | Bonavista          | Sir Hugo             | La Fleche           |
| 1891 | Common             | Common               | Common              |
| 1890 | Surefoot           | Sainfoin             | Memoir              |
| 1889 | Enthusiast         | Donovan              | Donovan             |
| 1888 | Ayrshire           | Ayrshire             | Seabreeze           |
| 1887 | Enterprise         | Merry Hampton        | Kilwarlin           |
| 1886 | Ormonde            | Ormonde              | Ormonde             |
| 1885 | Paradox            | Melton               | Melton              |
| 1884 | Scot-Free          | Harvester St. Gatien | The Lambkin         |
| 1883 | Galliard           | St. Blaise           | Ossian              |
| 1882 | Shotover           | Shotover             | Dutch Oven          |
| 1881 | Peregrine          | Iroquois             | Iroquois            |
| 1880 | Petronel           | Bend Or              | Robert the Devil    |
| 1879 | Pilgrimage         | Sefton               | Jannette            |
| 1878 | Ayrshire           | Ayrshire             | Seabreeze           |
| 1877 | Chamant            | Silvio               | Silvio              |
| 1876 | Petrarch           | Kisber               | Petrarch            |
| 1875 | Camballo           | Galopin              | Craig Millar        |
| 1874 | Atlantic           | George Frederick     | Apology             |
| 1873 | Gang Forward       | Doncaster            | Marie Stuart        |
| 1872 | Prince Charlie     | Cremorne             | Wenlock             |
| 1871 | Bothwell           | Favonius             | Hannah              |
| 1870 | Macgregor          | Kingcraft            | Hawthornden         |
| 1869 | Pretender          | Pretender            | Pero Gomez          |
| 1868 | FormosaMoslem      | Blue Gown            | Formosa             |
| 1867 | Vauban             | Hermit               | Achievement         |
| 1866 | Lord Lyon          | Lord Lyon            | Lord Lyon           |
| 1865 | Gladiateur         | Gladiateur           | Gladiateur          |
| 1864 | General Peel       | Blair Athol          | Blair Athol         |
| 1863 | Macaroni           | Macaroni             | Lord Clifden        |
| 1862 | The Marquis        | Caractacus           | The Marquis         |
| 1861 | Diophantus         | Kettledrum           | Caller Ou           |
| 1860 | The Wizard         | Thormanby            | St. Albans          |
| 1859 | Promised Land      | Musjid               | Gamester            |
| 1858 | Fitz Roland        | Beadsman             | Sunbeam             |
| 1857 | Vedette            | Blink Bonny          | Imperieuse          |
| 1856 | Fazzoletto         | Ellington            | Warlock             |
| 1855 | Lord of the Isles  | Wild Dayrell         | Saucebox            |
| 1854 | The Hermit         | Andover              | Knight of St George |
| 1853 | West Australian    | West Australian      | West Australian     |
| 1852 | Stockwell          | Daniel O'Rourke      | Stockwell           |
| 1851 | Hernandez          | Teddington           | Newminster          |
| 1850 | Pitsford           | Voltigeur            | Voltigeur           |
| 1849 | Nunnykirk          | The Flying Dutchman  | The Flying Dutchman |
| 1848 | Flatcatcher        | Surplice             | Surplice            |
| 1847 | Conyngham          | Cossack              | Van Tromp           |
| 1846 | Sir Tatton Sykes   | Pyrrhus the First    | Sir Tatton Sykes    |
| 1845 | Idas               | The Merry Monarch    | The Baron           |
| 1844 | The Ugly Buck      | Orlando              | Faugh-a-Ballagh     |
| 1843 | Cotherstone        | Cotherstone          | Nutwith             |
| 1842 | Meteor             | Attila               | Blue Bonnet         |
| 1841 | Ralph              | Coronation           | Satirist            |
| 1840 | Crucifix           | Little Wonder        | Launcelot           |
| 1839 | The Corsair        | Bloomsbury           | Charles the Twelfth |
| 1838 | Grey Momus         | Amato                | Don John            |
| 1837 | Achmet             | Phosphorus           | Mango               |
| 1836 | Bay Middleton      | Bay Middleton        | Elis                |
| 1835 | Ibrahim            | Mundig               | Queen of Trumps     |
| 1834 | Glencoe            | Plenipotentiary      | Touchstone          |
| 1833 | Clearwell          | Dangerous            | Rockingham          |
| 1832 | Archibald          | St. Giles            | Margrave            |
| 1831 | Riddlesworth       | Spaniel              | Chorister           |
| 1830 | Augustus           | Priam                | Birmingham          |
| 1829 | Patron             | Frederick            | Rowton              |
| 1828 | Cadland            | Cadland              | The Colonel         |
| 1827 | Turcoman           | Mameluke             | Matilda             |
| 1826 | Dervise            | Lap-dog              | Tarrare             |
| 1825 | Enamel             | Middleton            | Memnon              |
| 1824 | Schahriar          | Cedric               | Jerry               |
| 1823 | Nicolo             | Emilius              | Barefoot            |
| 1822 | Pastille           | Moses                | Theodore            |
| 1821 | Reginald           | Gustavus             | Jack Spigot         |
| 1820 | Pindarrie          | Sailor               | St. Patrick         |
| 1819 | Antar              | Tiresias             | Antonio             |
| 1818 | Interpreter        | Sam                  | Reveller            |
| 1817 | Manfred            | Azor                 | Ebor                |
| 1816 | Nectar             | Prince Leopold       | The Duchess         |
| 1815 | Tigris             | Whisker              | Filho da Puta       |
| 1814 | Olive              | Blucher              | William             |
| 1813 | Smolensko          | Smolensko            | Altisidora          |
| 1812 | Cwrw               | Octavius             | Otterington         |
| 1811 | Trophonius         | Gustavus             | Jack Spigot         |
| 1810 | Hephestion         | Whalebone            | Octavian            |
| 1809 | Wizard             | Pope                 | Ashton              |
| 1808 |                    | Pan                  | Petronius           |
| 1807 |                    | Election             | Paulina             |
| 1806 |                    | Paris                | Fyledener           |
| 1805 |                    | Cardinal Beaufort    | Staveley            |
| 1804 |                    | Hannibal             | Sancho              |
| 1803 |                    | Ditto                | Remembrancer        |
| 1802 |                    | Tyrant               | Orville             |
| 1801 |                    | Eleanor              | Quiz                |
| 1800 |                    | Champion             | Champion            |
| 1799 |                    | Archduke             | Cockfighter         |
| 1798 |                    | Sir Harry            | Symmetry            |
| 1797 |                    | Colt by Fidget       | Lounger             |
| 1796 |                    | Didelot              | Ambrosio            |
| 1795 |                    | Spread Eagle         | Hambletonian        |
| 1794 |                    | Daedalus             | Beningbrough        |
| 1793 |                    | Waxy                 | Ninety-Three        |
| 1792 |                    | John Bull            | Tartar              |
| 1791 |                    | Eager                | Young Traveler      |
| 1790 |                    | Rhadamanthus         | Ambidexter          |
| 1789 |                    | Skyscraper           | Pewett              |
| 1788 |                    | Sir Thomas           | Young Flora         |
| 1787 |                    | Sir Peter Teazle     | Spadille            |
| 1786 |                    | Noble                | Paragon             |
| 1785 |                    | Aimwell              | Cowslip             |
| 1784 |                    | Serjeant             | Omphale             |
| 1783 |                    | Saltram              | Phenomenon          |
| 1782 |                    | Assassin             | Imperatrix          |
| 1781 |                    | Young Eclipse        | Serina              |
| 1780 |                    | Diomed               | Ruler               |
| 1779 |                    |                      | Tommy               |
| 1778 |                    |                      | Hollandaise         |
| 1777 |                    |                      | Bourbon             |
| 1778 |                    |                      | Alabaculia          |